# We Can't Have Everything
We Can´t Have Everything fue una película muda de drama estadounidense, del año 1918, dirigida y escrita por Cecil B. DeMille, basada en la novela homónima de Rupert Hughes. La película es considerada como perdida.

Afiche de la película

## Trama
Tal como se describe en una revista de cine, muy enamorada de su marido, Charity Coe Cheever (Williams) descubre que su marido está enamorado de Zada L'Etoile (Breamer), una bailarina popular, y se divorcia. Jim Dyckman (Dexter), quién siempre amó a Charity desde su niñez, después de encontrar imposible ganarse a Charity se había casado con la actriz de cine Kedzie Thropp (Hawley). Cuándo Jim está libre pero Charity no, Jim está muy decepcionado, pero ambos deciden aprovecharlo al máximo. Durante una de las ausencias de Jim, Kedzie conoce a un joven aviador británico, el Marqués De Strathdene (Hatton), y queda perdidamente enamorada de él. Una noche, Jim y Charity se ven forzados durante una tormenta a quedarse en un bar de carretera. Aquí está la oportunidad de Kedzie, y demanda el divorcio y se casa con el aviador inglés. El inicio de la guerra pone a Jim en las trincheras en Europa y a Charity en un hospital de convalecientes, se encuentran otra vez y el amor finalmente triunfa.

## Reparto
- Kathlyn Williams como Charity Coe Cheever
- Elliott Dexter como Jim Dyckman
- Wanda Hawley como Kedzie Thropp
- Sylvia Breamer como Zada L'Etoile
- Thurston Hall como Peter Cheever
- Raymond Hatton como el Marqués De Strathdene
- Tully Marshall como El Director
- Theodore Roberts como El Sultan
- James Neill como Detective
- Ernest Joy como Heavy
- William Elmer como Props
- Charles Ogle como el padre de Kedzie
- Sylvia Ashton como la madre de Kedzie